# Hoosingo
Hoosingo (Arabisch: هوسنجو ) is een dorp in het uiterste noorden van het District Badhaadhe in de regio Neder-Juba, in het zuiden van Somalië. Hoosingo ligt ca. 30 km van de grens met Kenia.
Op 23 januari 2012 bevrijdden de Keniaanse strijdkrachten Hoosingo van de islamitische terreurorganisatie Al-Shabaab na felle gevechten. Op 23 april 2013 vonden wederom gevechten plaats bij Hoosingo toen troepen van de Afrikaanse vredesmacht AMISOM in een hinderlaag liepen van Al-Shabaab waarna zij de hinderlaag uitschakelden. 

In september 2012 kostte een kleine cholera-epidemie in Hoosingo het leven aan 22 personen. De Wereldgezondheidsorganisatie van de Verenigde Naties bood toen hulp.